# Ребениц, Теодор

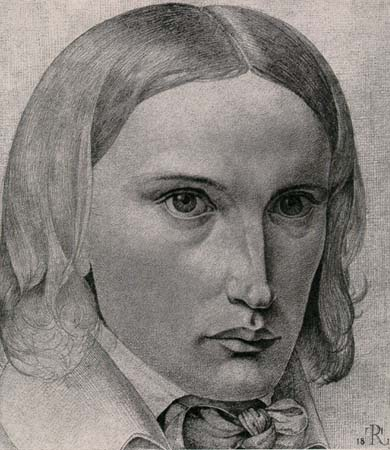
Автопортрет (1817)

Маркус Георг Теодор Ребениц (нем. Markus Georg Theodor Rehbenitz (* 2 сентября 1791 г. Борстель (Гольштейн); † 19 февраля 1861 г. Киль) — немецкий художник и график романтического направления. 

## Жизнь и творчество
Родился в поместье отца, служившего государственным инспектором. Образование получил в гимназии Катаринеум в Любеке (1809-1811)). После смерти отца в 1810 его опекуном становится датский королевский советник и бургомистр города Олдесло Антон Деккер. Летом 1812 года поступает на юридический факультет Гейдельбергского университета, здесь же становится членом студенческой корпорации. В университете начинается увлечение Т.Ребеница исторической живописью и он решает после получения юридического образования посвятить себя художественному творчеству. В сентябре 1813 года молодой художник начинает обучение в венской Академии изящных искусств. В ноябре 1816 года Ребениц приезжает в Рим. Сестра Теодора, Августа Ребениц, была замужем за Кристианом Герхардом Овербеком, братом Фридриха Овербека, одного из ведущих мастеров кружка назарейцев, и это помогло Т.Ребеницу быстро вступить в группу этих немецких художников в Италии. В 1818 году он совершает путешествие по Тоскане, живёт во Флоренции и Сиене, в 1819 году возвращается в Рим. Здесь он открывает на Капитолии, во дворце Каффарелли (Palazzo Caffarelli) совместную мастерскую с художниками Фридрихом фон Оливье и Юлиусом Шорр фон Каросфельдом. Лето 1823 и 1824 год Ребениц проводит в поездках по Италии; он опять посещает Флоренцию, ездит в Пизу и в Перуджу (здесь мастер живёт в 1824-1827), затем едет в Умбрию и на Капри. В 1828-1831 годы Ребениц работает в канцелярии прусского посла в Риме. В 1823-1825 годах художник выполняет заказ настоятеля собора в Наумбурге Иммануила Леберехт фон Ампаха и пишет полотно «Искушение Христа» для цикла о жизни Христа. В Италии Т.Ребениц живёт и работает вплоть до 1832 года. Осенью 1832 года он приезжает в Любек и остаётся здесь до 1835 года, занимаясь преимущественно портретной живописью. В 1835-1841 годы он живёт и работает в Мюнхене, снова в компании с Юлиусом Шорр фон Каросфельдом и братьями Оливье. В Баварии работы мастера посвящены религиозной тематике, он делает также копии с известных произведений классики. В 1842 году Т.Ребениц становится преподавателем рисунка в Кильском университете. Был членом правления кильского Общества художников и Королевского общества собирания и сохранения отечественных древностей в Шлезвиг-Гольштейне и Лауэнбурге. Скончался после продолжительной болезни.
Именем Теодора Ребеница названа улица в Киле.

## Галерея

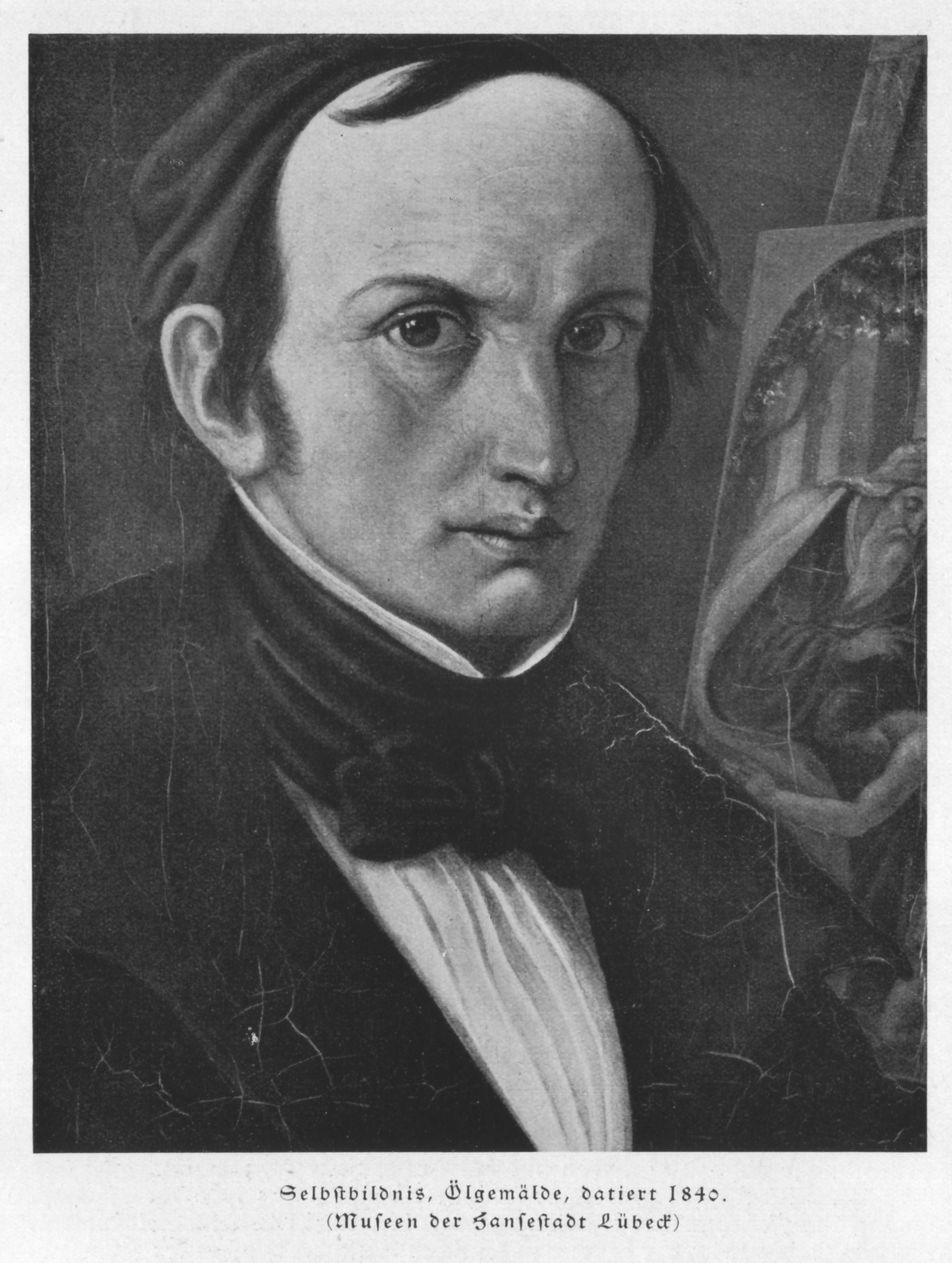
Автопортрет (1840)
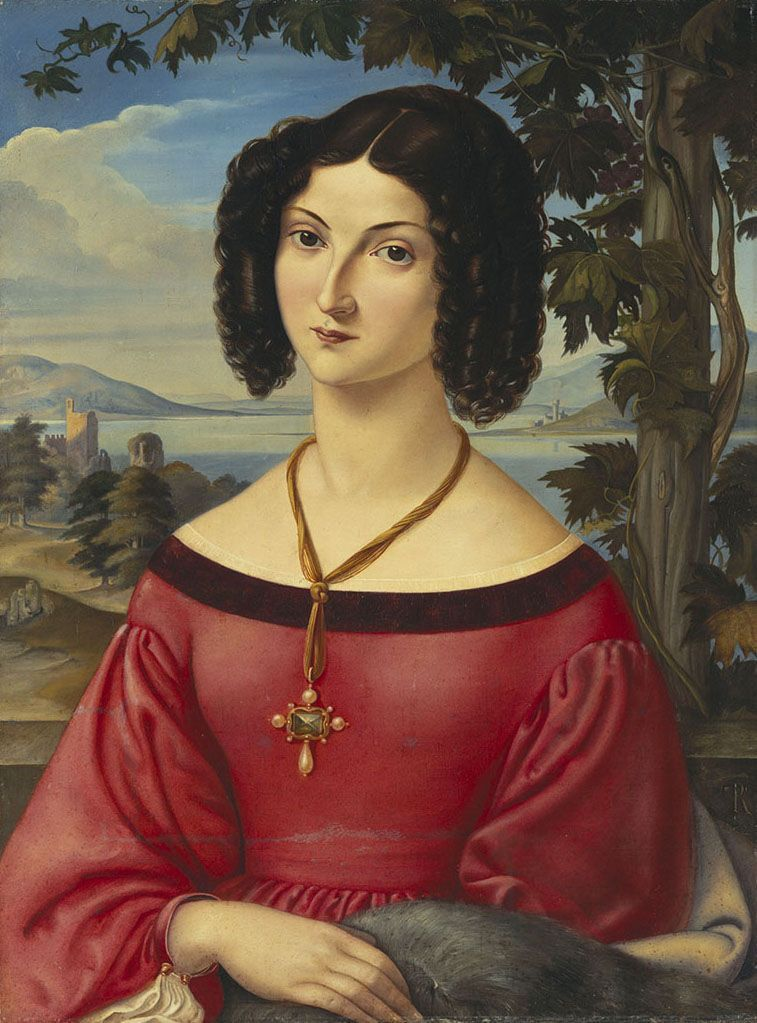
Портрет маркизы Марианны Флоренци (1827)
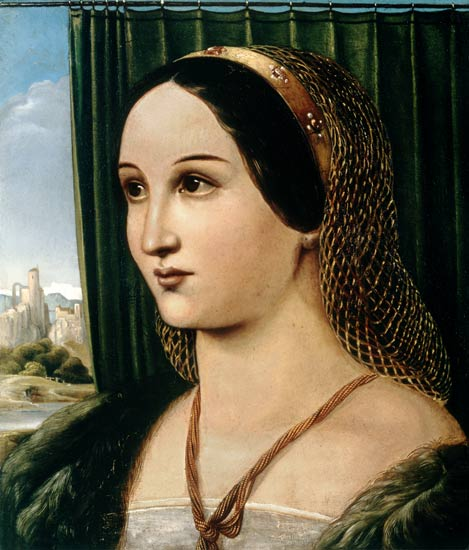
Портрет молодой итальянки (ок. 1820)
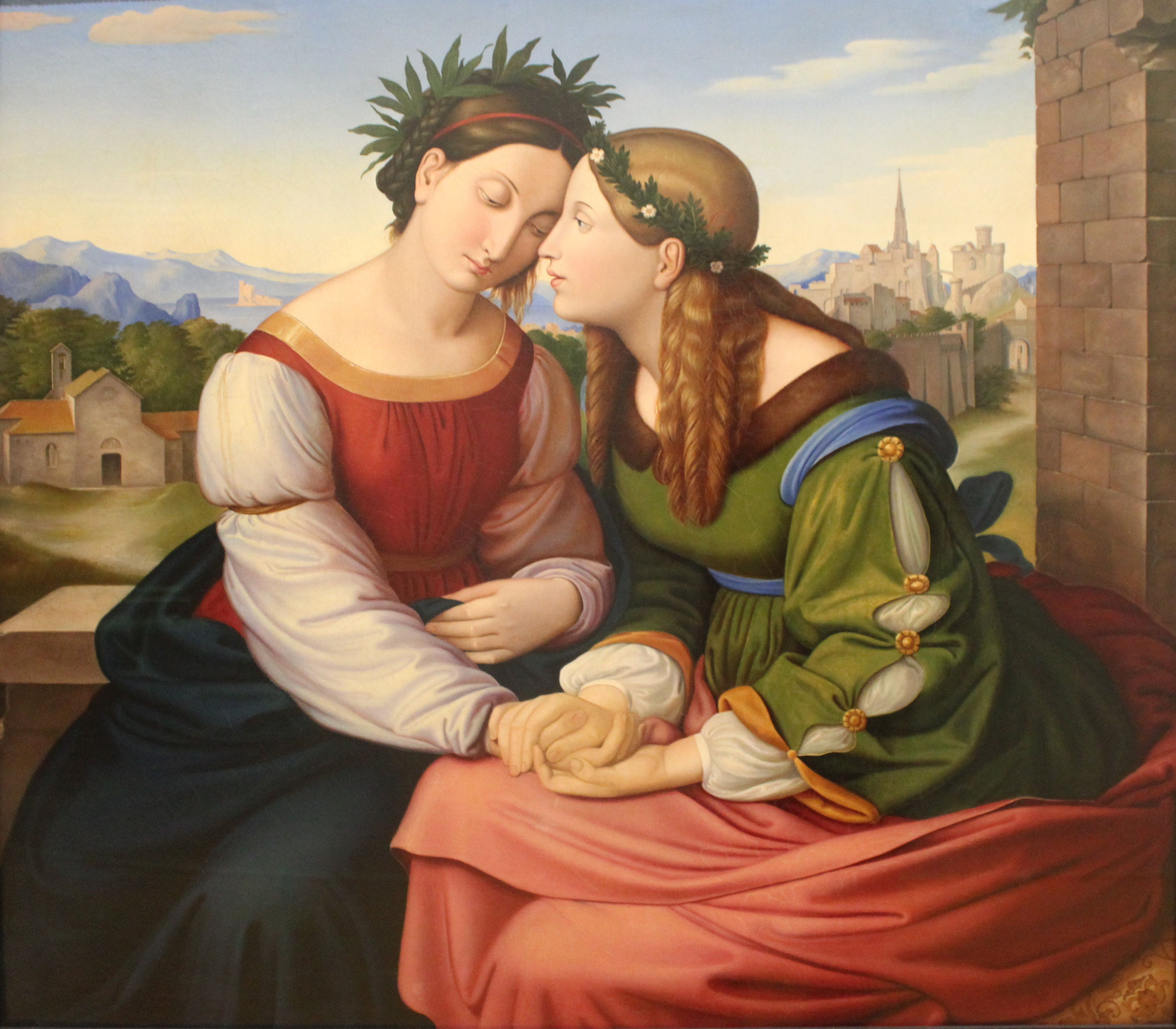
«Италия и Германия»
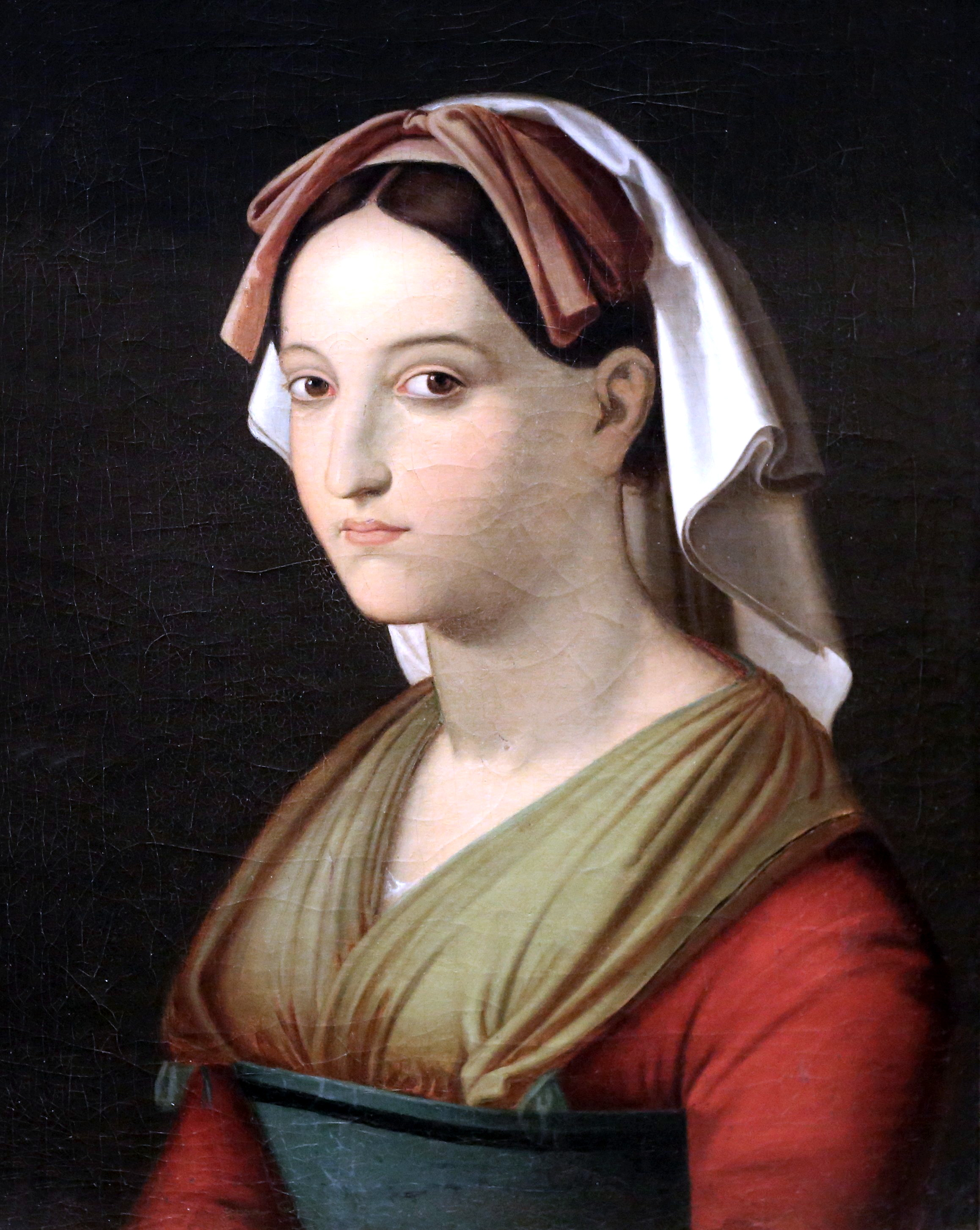
«Портрет Виттории Кальдони»

## Дополнения
- От преподавателя рисования до профессора истории культуры